# Fouad Laroui
Fouad Laroui (in arabo فؤاد العروي‎?; Oujda, 12 agosto 1958) è uno scrittore marocchino.
Scrive i suoi libri in lingua francese e olandese.

## Biografia
Nato nel 1958 a Oujda ma originario di El Jadida, Laroui vive ad Amsterdam, nei Paesi Bassi.
Dopo gli studi secondari al Liceo Lyautey di Casablanca, Fouad Laroui è ammesso École nationale des ponts et chaussées francese, dove si laurea in ingegneria. Dopo un'esperienza lavorativa in una fabbrica di fosfati a Khouribga, in Marocco, si trasferisce nel Regno Unito, dove vive qualche anno a Cambridge e a York. Ottiene un dottorato in scienze economiche e si stabilisce ad Amsterdam, dove inizia a insegnare econometria all'università, e, in seguito, scienze ambientali.
Parallelamente si dedica alla scrittura.
È anche cronista letterario dell'ebdomadario Jeune Afrique, della rivista Économia e della radio marocchina Médi 1.
È stato insignito del Goncourt pour la nouvelle e il suo romanzo Le tribolazioni dell'ultimo Sijilmassi, pubblicato in Italia da Del Vecchio Editore, ha vinto in Francia il prestigioso premio Jean Giono e ha ottenuto grande riconoscimento di critica e pubblico anche in Italia.

## Opere
- Les Dents du topographe (Julliard, 1996): cronaca di un giovane in Marocco, un racconto che marca un rifiuto dell'ordine stabilito e un sentimento di distacco dalla propria patria. Prix Découverte Albert-Camus.
- De quel amour blessé (Julliard, 1998): storia di un amore impossibile tra un magrebino di Parigi e la figlia di un ebreo. Prix Méditerranée des lycées, prix Radio-Beur FM.
- Méfiez-vous des parachutistes (Julliard, 1999) : un ritratto comico della società marocchina attraverso la vita di due personaggi strampalati.
- La Meilleure Façon d'attraper les choses (Yomad, 2001). Album per ragazzi illustrato da Pierre Léger. Prix Grand Atlas 2005[4].
- Le Maboul (Julliard, 2000) : silloge di racconti che sono altrettante satire della società marocchina.
- (NL)  Verbannen woorden (Vassalucci, 2002) : raccolta di poesie che ha fatto parte della selezione del Gran premio olandese di poesia (C. Buddingh'-Prijs)[5].
- La Fin tragique de Philomène Tralala (Julliard, 2003).
- Tu n'as rien compris à Hassan II (Julliard, 2004) : silloge di racconti, vincitrice del Grand Prix SGDL de la nouvelle 2004[5].
- De l'islamisme. Une réfutation personnelle du totalitarisme religieux (Robert Laffont, 2006).
- L'Oued et le Consul  (Julliard, 2006) : recueil de nouvelles.
- L'Eucalyptus de Noël (Yomad, 2007) : album per ragazzi illustrato da Nathalie Logié.
- Le jour où Malika ne s'est pas mariée (Julliard, 2009) : racconti.
  - traduzione italiana: L'esteta radicale, Del Vecchio editore, 2013[6]
- Une année chez les Français (Julliard, 2010) : romanzo che ha fatto parte della prima selezione del Prix Goncourt 2010[7].
- Le Drame linguistique marocain (Le Fennec, 2010) : saggio.
- La Vieille Dame du riad (Julliard, 2011) : romanzo.
- L'Étrange Affaire du pantalon Dassoukine (Julliard, 2012) : racconti
  - Du bon usage des djinns (Zellige, 2014) : chroniques
  - Les Tribulations du dernier Sijilmassi (Julliard, 2014) : roman
  - Une lecture personnelle d'Averroès (Éditions universitaires d'Avignon, 2014) : essai
  - D’un pays sans frontières (Zellige, 2015) : essai
  - L’Oued et le Consul (Flammarion, 2015) : nouvelles
  - Ce vain combat que tu livres au monde (Julliard, 2016) : roman
  - L’insoumise de la Porte de Flandre (Julliard, 2017) : roman
  - Dieu, les mathématiques, la folie (Robert Laffont, 2018) : essai